# Elizabeth Barry

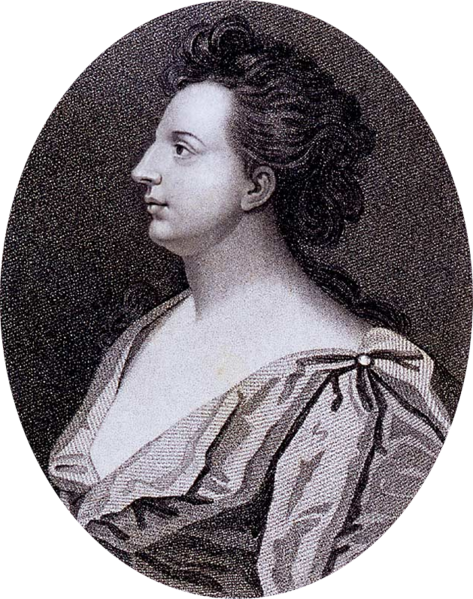
Elizabeth Barry, gravure naar een portret door Godfrey Kneller

Elizabeth Barry (mogelijk St Mary le Strand, 1658 – Acton, 7 november 1713) was een Engels actrice uit het tijdperk van de Restauratie. In de jaren 70 en 80 van de zeventiende eeuw groeide zij uit tot de beroemdste Engelse actrice van haar tijd. Ze vertolkte (hoofd)rollen in meerdere toneelstukken van onder anderen Thomas Otway, John Dryden, Thomas Shadwell, Thomas D'Urfey en Aphra Behn en muntte zowel in treur- als blijspelen uit; rond 1690 vormde ze tevens een succesvol partnerschap met Anne Bracegirdle. Tussen 1675 en 1708 verscheen Barry in ten minste 118 nieuwe producties. Haar controversieel geachte levensstijl leverde haar veel laster en hoon op, maar zowel vriend als vijand prees haar om het naturel van haar acteerwerk. Haar immense populariteit bezorgde haar in de jaren 1680 het destijds unieke voorrecht, de winst van een avondvoorstelling voor zich alleen te behouden, hetgeen haar tot een van de eerste financieel onafhankelijke actrices in Engeland maakte.

## Jeugdjaren

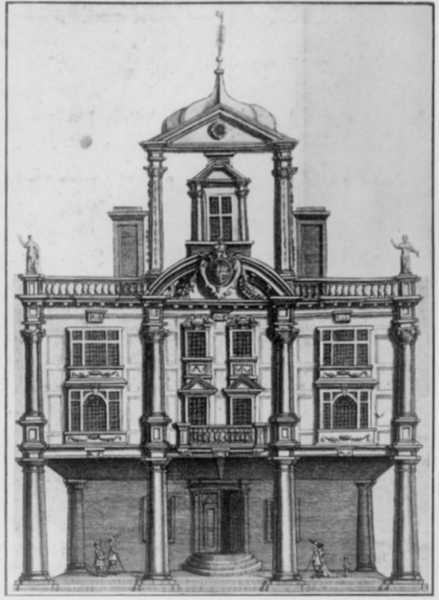
The Duke’s Company speelde vanaf 1671 in het Dorset Garden Theatre.

Er bestaan weinig betrouwbare verslagen over de jeugd van Elizabeth Barry. De voornaamste informatiebron is Edmund Curll, een notoire geldwolf en schrijver van pornografie, die zijn beschrijvingen kennelijk uit de aantekeningen van Thomas Betterton had samengesteld. Volgens Curll was ze de dochter van kolonel Edward Barry, een welstellend advocaat die ten tijde van de Engelse Burgeroorlog aan de zijde van de Cavaliers had gestreden en zijn fortuin was kwijtgeraakt. Als kind zou Elizabeth onder de hoede van Lady Davenant gekomen zijn, de weduwe van Sir William Davenant, bij wie ze een degelijke opvoeding zou hebben genoten. Aangezien William Davenant in 1668 overleed en zijn weduwe de facto de leiding over diens toneelgezelschap, The Duke’s Company, had overgenomen, is het waarschijnlijk dat Barry langs deze weg met het theater in aanraking is gekomen. Lady Davenant zou het gezelschap van 1668 tot 1673 (ongebruikelijk voor een vrouw) met ferme hand hebben bestierd.
Vóór het herstel van de monarchie in 1660 bestonden in Engeland geen professionele actrices. In de Elizabethaanse en Jacobijnse periode werden vrouwenrollen doorgaans door jongemannen vertolkt; Edward Kynaston was een van de bekendste knapen die in vrouwelijke personages gespecialiseerd waren. De weinige daadwerkelijke vrouwen op de scène waren meestal aristocrates die voor een besloten publiek speelden. Onder het republikeinse protectoraat van Oliver Cromwell werd theater officieel verboden, met als argument dat het onzedelijk en immoreel was. The Siege of Rhodes van William Davenant, dat als de eerste Engelse opera geldt, dateert uit deze periode en was een clandestiene productie. De troonsbestijging van Karel II bracht een volledige ommekeer in het culturele leven teweeg. De Merry Monarch was verzot op theater en verleende in 1663 een officieel handvest aan Thomas Killigrew om een schouwburg te openen, die als The King’s Theatre bekendstond en zich uiteindelijk in Drury Lane vestigde. Het daaropvolgende jaar werd in Lincoln’s Inn Fields een schouwburg geopend die onder het patronaat van de broer van de koning stond, James, hertog van York. In de volgende twee decennia wedijverden de beide monopolisten, The King’s Company en The Duke’s Company, constant met elkander om de populairste toneelstukken en de indrukwekkendste regies. De grote vedetten van The King’s Company waren Charles Hart en Nell Gwyn, terwijl The Duke’s Company aanvankelijk vooral met Moll Davis als uithangbord uitpakte. Zowel Gwyn als Davis verliet het theater echter in 1668, waardoor beide gezelschappen eensklaps zonder steractrice vielen en naar nieuw vrouwelijk talent op zoek gingen.

### Maîtresse van Rochester

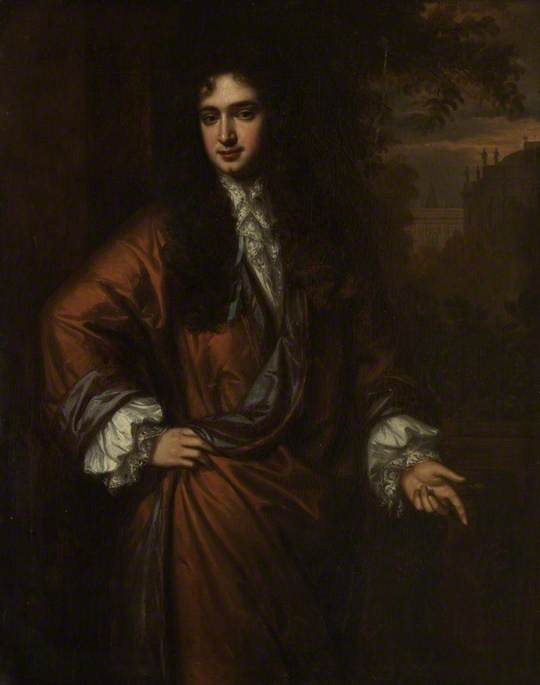
John Wilmot, earl van Rochester. Portret door Peter Lely.

Barry’s eerste stappen in het theater waren volgens de overlevering niet bijster geslaagd. Sommige bronnen opperen dat William Davenant haar tot actrice poogde op te leiden, maar door haar gebrek aan talent tot wanhoop gedreven werd; Davenants dood anno 1668 — toen Barry ternauwernood tien jaar oud was — maakt deze bewering onwaarschijnlijk. Enige informatie over haar jonge jaren stamt van Colley Cibber en Thomas Betterton. Voor zover bekend verscheen Barry voor het eerst in 1675 op de scène en speelde ze een kleine rol in Alcibiades van Thomas Otway. Haar acteerwerk moet slecht zijn geweest, want in datzelfde seizoen werd ze ontslagen. Vast staat dat ze omstreeks 1675 nauwe contacten met John Wilmot, de earl van Rochester, onderhouden moet hebben. Volgens Betterton sloot Rochester een weddenschap af: hij zou binnen zes maanden van de incompetente Elizabeth Barry de allerbeste actrice maken. Curll stelt dat Rochester haar leerde hoe ze aan elke zin de juiste gelaatsuitdrukkingen, intonaties, ritmes en houdingen moest verbinden.
Barry keerde terug naar het theater als de koningin van Hongarije in Mustapha, een tragedie uit 1665 van Roger Boyle, de 1ste earl van Orrery. Tijdens de première maakte ze volgens Curll een verpletterende indruk, zoals nog nooit eerder op de bühne vertoond. Een opvallende vernieuwing was dat Barry ook wanneer ze niet aan het woord was in haar personage bleef: tot dan toe was het gebruikelijk geweest dat acteurs uit hun rol vielen wanneer ze niet actief aan de actie deelnamen. Barry bleef daarentegen de hele tijd, ook op de achtergrond, acteren. De relatie tussen Barry en Rochester was kennelijk meer dan een leerling-leerkrachtverhouding, want in december 1677 beviel Barry van een dochter, die Elizabeth Clerke werd gedoopt, maar wier identiteit als kind van Rochester een publiek geheim was. Deze dochter stierf op twaalf- of dertienjarige leeftijd. Er is een gedicht in Rochesters handschrift bewaard (‘Leave this gaudy gilded stage...’) waarvan verondersteld wordt dat het aan Barry was gericht. Rochester overleed anno 1680 aan syfilis.

## Doorbraak

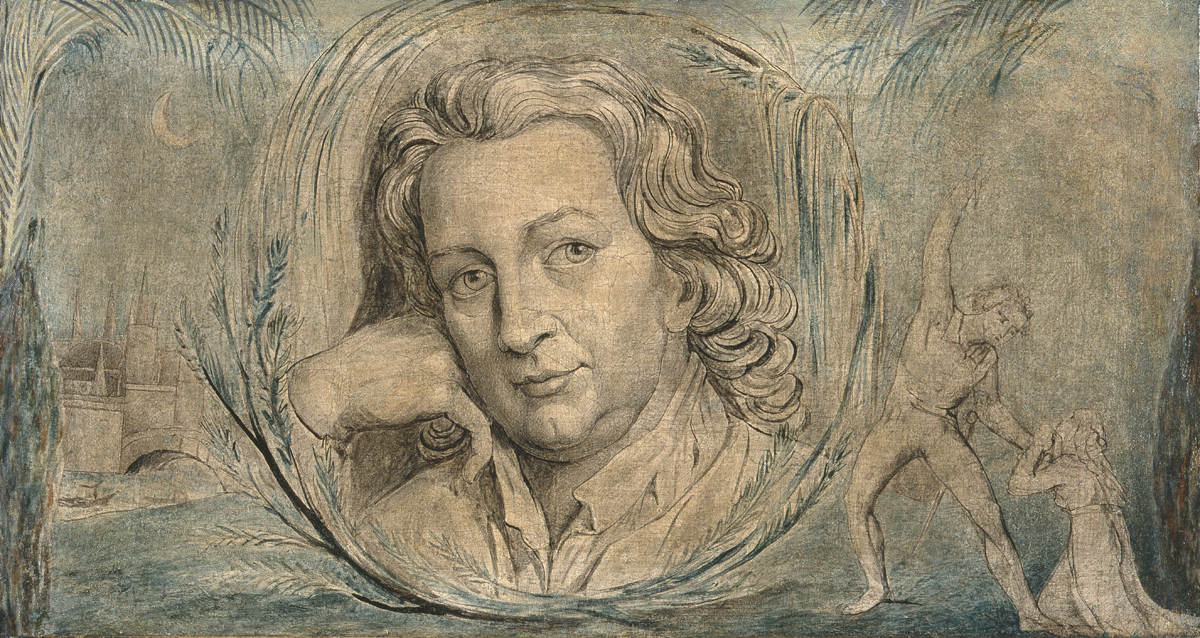
Thomas Otway door William Blake.

Vanaf 1678 kreeg Barry hoofdrollen in grote, tragische toneelstukken, als eerste in The Destruction of Troy van John Banks. Het daaropvolgende jaar maakte Otway haar tot een protagonist in zijn The History and Fall of Caius Marius. Een belangrijk verschil met het theater van vóór de Cromwell-periode was dat toneelauteurs in de Restauratie hun stukken in opdracht van bepaalde gezelschappen gingen schrijven, en zodoende hun teksten schreven met bepaalde uitvoerders in gedachten. Bekend is dat Thomas Otway jarenlang ongelukkig verliefd was op Barry, en er zijn meerdere brieven uit zijn latere jaren overgeleverd waarin hij, toen hij geestelijk instabiel werd, zijn gevoelens voor haar uitdrukt. Otway schreef zijn heroïsche rollen speciaal voor Barry en legde haar geregeld zwaar pathetische woorden in de mond, die haar uitgebreide mogelijkheden boden om haar brede spectrum aan expressies te etaleren. 
The Orphan uit 1680 markeerde een mijlpaal in haar carrière. In dit treurspel concentreerde Otway zich niet zozeer op staat en politiek als op het lijden van de tragische heldin Monimia, die uiteraard door Barry werd vertolkt. Verslagen uit die tijd spraken zeer lovend over alle acteurs, maar in het bijzonder over Barry, die volgens Cibber als geen ander de ‘kunst om medelijden op te wekken’ beheerste. The Orphan was het eerste voorbeeld van een nieuw subgenre dat als ‘she-tragedy’ bekend werd: dergelijke toneelstukken hadden een heldhaftige vrouw als thema. Nahum Tate oogstte algauw succes met zijn bewerking van Koning Lear, waarin hij Cordelia door Barry liet vertolken en aldus handig van haar populariteit gebruikmaakte. Met Otways Venice Preserved uit 1682 was Barry’s reputatie als steractrice definitief gevestigd. Circa 1680 gaf ze dictielessen aan prinses Anna Stuart, de latere koningin Anna van Groot-Brittannië.

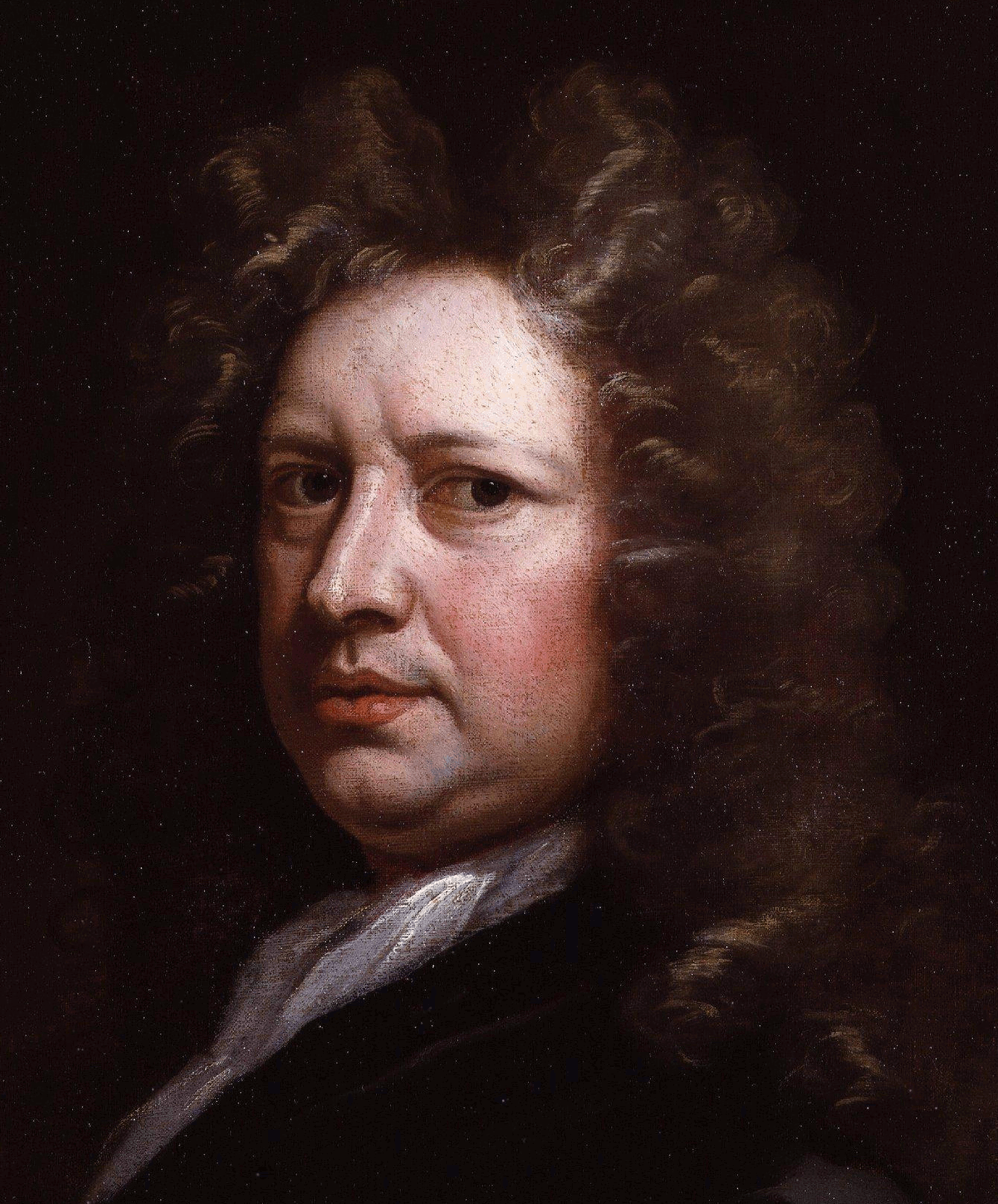
Thomas Betterton door Godfrey Kneller.

Anno 1682 fuseerden The King’s Company en The Duke’s Company om financiële redenen tot The United Company onder leiding van Betterton. De verloning voor de actrices was aanzienlijk lager dan die voor de acteurs: ofschoon Barry en Betterton qua faam van hetzelfde kaliber waren, ontving Betterton £ 5 per week (een zeer aanzienlijk bedrag), terwijl Barry 50 shilling kreeg. Wel ontvingen actrices van de Lord Chamberlain speciale karmozijnrode mantels. Dergelijke mantels betekenden dat zij onder koninklijke bescherming stonden, hetgeen concreet inhield dat ze niet door schuldeisers vervolgd konden worden. Barry was een van de weinige vrouwen die dankzij hun succes hun maatschappelijke status konden verbeteren.
In 1695 kwam het tot een conflict binnen de United Company. Alexander Davenant, zoon van William, had met geleend geld een aandeel in het gezelschap gekocht en overreedde Barry en anderen om hem op hun beurt geld te lenen (het ging in Barry’s geval om het reusachtige bedrag van £ 600 à £ 800). Barry en Betterton namen het initiatief voor een petitie bij de Lord Chamberlain, die zou leiden tot hun afscheuring van de United Company. Koning William III verhoorde hen persoonlijk en verleende in maart 1695 een licentie aan Barry, Betterton en Bracegirdle om hun eigen theatergezelschap te stichten. Vier vrouwen kregen aandelen in dit gezelschap. In de tussentijd was Anne Bracegirdle tot een even grote beroemdheid als Barry uitgegroeid, al was zij beter in komedie dan tragedie. Gedurende de jaren 90 traden Barry en Bracegirdle steeds vaker als komisch duo op.

## Late jaren en afscheid van het toneel

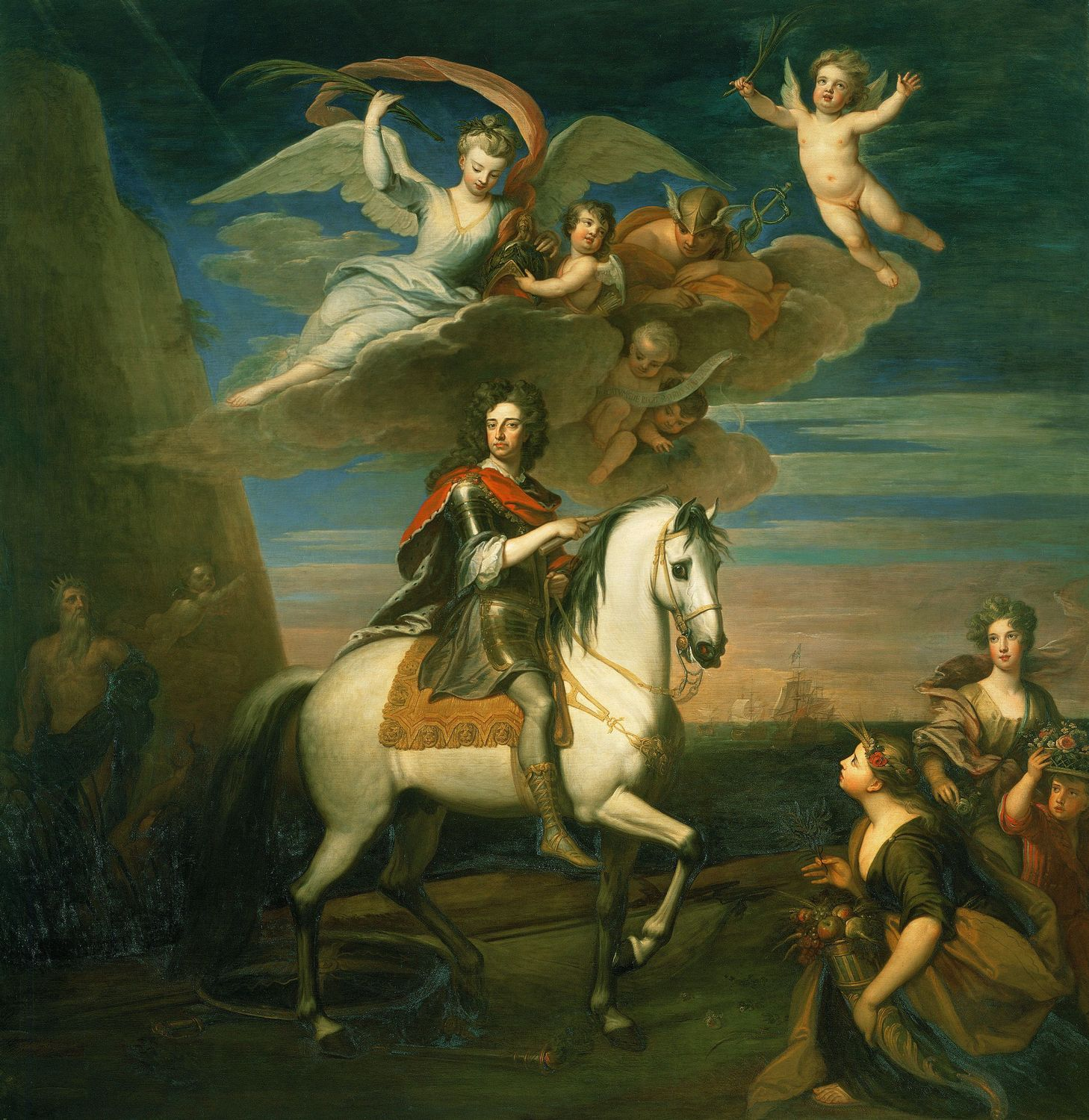
Willem III te paard, door Godfrey Kneller. Rechts Elizabeth Barry (knielend) als Ceres en Anne Bracegirdle als Flora.

Toneelstukken uit de Restauratie bevatten gewoonlijk een proloog en een epiloog, die specifiek bedoeld waren om door een bepaald acteur, maar bij voorkeur actrice, gesproken te worden. Vooral de epilogen uit deze periode onderscheiden zich van die uit oudere tijdperken door hun vaak vrijpostig commentaar op het publiek, de auteur en de contemporaine moraal. Dikwijls zinspeelde de epiloog dan ook op de roddels die omtrent de desbetreffende actrice in omloop waren. Barry werd weliswaar alom geprezen om haar acteertalent, maar haar persoonlijke leven gold als schandalig. Het feit dat ze binnen de United Company haar eigen financiële voorwaarden had bedongen, bezorgde haar een reputatie als gewiekst onderhandelaar. Daarnaast was ze volgens de geruchten promiscue; in het algemeen heerste de overtuiging dat een vrouw die zichzelf op de bühne tentoonstelde, wellicht een ‘hoer’ was. Ook Nell Gwyn en Charlotte Butler spraken epilogen—de ene al subtieler dan de andere—die in wezen over hun seksleven buiten het theater gingen. Niettegenstaande een koninklijk decreet dat dit verbood, kon het (veelal mannelijke) publiek tijdens de pauzes vrijelijk de coulissen betreden en de actrices het hof trachten te maken terwijl zij zich omkleedden.
Na de dood van Rochester had Barry een affaire met George Etherege. Ook van hem kreeg zij een kind, dat door hem officieel erkend werd en, net zoals Elizabeth, vóór haar moeder zou sterven. Barry is nooit gehuwd. Haar onafhankelijke optreden en vermeend losbandige privéleven leidden tot typecasting. In toenemende mate werd zij vereenzelvigd met ‘duistere’ vrouwen die allerhande complotten smeedden. Zo speelde zij bijvoorbeeld in The City Heiress van Aphra Behn anno 1682 nog de weduwe Lady Galliard, die tegen wil en dank tot minnares (en daardoor hoer) verwordt, terwijl ze in 1688, tegenover Bracegirdle als de delicate Antelina, de passionele Oralya speelde in The Injur'd Lovers van William Mountfort. Tot ongeveer 1700 bleven samenwerkingen tussen Barry en Bracegirdle hetzelfde patroon volgen: Bracegirdle speelde veelal een onschuldige, deugdzame maagd, Barry een baldadige, meestal rijpere vrouw met seksuele ervaring. Dit correspondeerde met de publieke perceptie van beide actrices. (In het echte leven waren Barry en Bracegirdle overigens hechte vriendinnen.) Deze verhouding tussen de beiden bleef eveneens gehandhaafd in de satirische komedies van Thomas D'Urfey, waaronder The Marriage-Hater Match'd (1692) en The Richmond Heiress (1693), alsook in de tot op heden bekende toneelstukken The Double-Dealer en The Way of the World van William Congreve.
Circa 1705 nam Mrs. Barry geleidelijk afscheid van het theater. Haar laatst geattesteerde verschijning op de bühne zou op 8 april 1709 zijn geweest in een herneming van Congreves Love for Love. Zij overleed op 55-jarige leeftijd, volgens een van een collega-actrice stammend gerucht na een beet van haar schoothondje, dat met hondsdolheid besmet zou zijn geweest. Elizabeth Barry werd op 12 november 1713 begraven in de Sint-Mariakerk van Acton, destijds een dorpje ten westen van Londen. In de kerk werd een marmeren plaquette aangebracht.

## Waardering
In verschillende beledigende ballades uit de periode, waaronder die van de beruchte Tom Brown, werden aan Barry zowel diverse kwaadaardige karaktereigenschappen als geslachtsziekten toegedicht. Er is echter geen historisch bewijs dat zij daadwerkelijk haar seksuele gunsten tegen betaling aanbood; daarenboven was Barry dankzij de financiële voorrechten die ze afgedwongen had tegen het eind van haar carrière, zeker voor een vrouw, behoorlijk rijk geworden. 
Op een portret door Godfrey Kneller wordt Barry in profiel getoond, met het haar achterovergekamd. Ze zou van nature niet bijster aantrekkelijk zijn geweest en een ietwat scheve mond hebben gehad. Zodra ze de bühne betrad, maakte ze volgens ooggetuigen echter een complete transformatie door. Ongeacht de negatieve commentaren over haar persoonlijke leven, dat naar 17de-eeuwse maatstaven—ook in de libertijnse tijdsgeest van de Restauratie—als  onbetamelijk werd beschouwd, leefde haar roem nog tot diep in de 18de eeuw voort. Getuige van haar faam is een schilderij van Kneller dat Willem III voorstelt, waarin Barry en Bracegirdle als respectievelijk Ceres en Flora worden afgebeeld.
- Gemeinsame Normdatei: 132890577
- International Standard Name Identifier: 0000 0000 1991 6247
- Library of Congress Control Number: no91013723
- Nationale Bibliotheek van Tsjechië: xx0163602
- SNAC: w68g948s
- Virtual International Authority File: 72566280
- WorldCat: E39PBJvtbKkm6MV4CCbRMCVBfq